# Чоснув (гміна)
Гміна Чоснув (пол. Gmina Czosnów) — сільська гміна у центральній Польщі. Належить до Новодворського повіту Мазовецького воєводства.
Станом на 31 грудня 2011 у гміні проживало 9474 особи.

## Площа
Згідно з даними за 2007 рік площа гміни становила 128.34 км², у тому числі:
- орні землі: 58.00%
- ліси: 28.00%

Таким чином, площа гміни становить 18.56% площі повіту.

## Населення
Станом на 31 грудня 2011:
| Опис     | Загалом | Загалом | Чоловіки | Чоловіки | Жінки | Жінки |
| -------- | ------- | ------- | -------- | -------- | ----- | ----- |
| одиниця  | осіб    | %       | осіб     | %        | осіб  | %     |
| все      | 9474    | 100     | 4638     | 48.96    | 4836  | 51.04 |
| міське   | 0       | 100     | 0        |          | 0     |       |
| сільське | 9474    | 100     | 4638     | 48.96    | 4836  | 51.04 |

## Сусідні гміни
Гміна Чоснув межує з такими гмінами: Закрочим, Ізабелін, Леонцин, Лешно, Ломянкі, Новий-Двур-Мазовецький, Яблонна.